# Удовиченко, Василий Яковлевич
Василий Яковлевич Удовиченко (1 августа 1925, Петрово — 2002 там же) — участник Великой Отечественной войны, советский работник сельского хозяйства, механизатор, Герой Социалистического Труда.

## Биография
Родился 2 августа 1925 года в слободе (ныне село) Петрово Обливского района Ростовской области.
С 1943 года участник Великой Отечественной войны. Демобилизовавшись из армии, вернулся на родину и в дальнейшем работал механизатором в колхозе «Путь Ленина» Обливского района.
- Указом Президиума Верховного Совета СССР от 7 декабря 1973 года за большие успехи, достигнутые во Всесоюзном социалистическом соревновании, и проявленную трудовую доблесть в выполнении принятых обязательств по увеличению производства и продажи государству зерна и других продуктов земледелия в 1973 году Удовиченко Василию Яковлевичу присвоено звание Героя Социалистического Труда с вручением ордена Ленина и золотой медали «Серп и Молот»[2].

С 1985 года Василий Яковлевич находился на пенсии, жил в Обливском районе Ростовской области.
Скончался 18 октября 2002 году в родном селе.

## Награды
- Золотая медаль «Серп и Молот» (7.12.1973);
- Орден Ленина (7.12.1973).
- Орден Отечественной войны II степени (07.03.1985)[3]
- Медаль «За трудовое отличие»
  - медали, в том числе:
  - «В ознаменование 100-летия со дня рождения Владимира Ильича Ленина» (6 апреля 1970)
  - «За победу над Германией в Великой Отечественной войне 1941—1945 гг.» (1945)[4]
  - «20 лет Победы в Великой Отечественной войне 1941—1945 гг.» (7 мая 1965[5])
- Юбилейная медаль «Тридцать лет Победы в Великой Отечественной войне 1941—1945 гг.»[6]
- Медаль «Сорок лет Победы в Великой Отечественной войне 1941-1945 гг.»[7]
  - «Ветеран труда»
  - «30 лет Советской Армии и Флота»[8]
  - «40 лет Вооружённых Сил СССР»[9]
  - «50 лет Вооружённых Сил СССР» (26 декабря 1967[10])
- Знак «Гвардия»
- Знак «25 лет победы в Великой Отечественной войне» (1970)